# Juliana Carneiro da Cunha
Juliana Carneiro da Cunha (Rio de Janeiro, 19 de janeiro de 1949) é uma atriz e bailarina franco-brasileira. Desde 1989 vive na França, onde realizou diversas peças de teatro.

## Biografia
Na Europa, trabalhou com Maurice Béjart, Maguy Marin e Ariane Mnouchkine. Desde 1990, ela faz parte do grupo do Théâtre du Soleil, dirigido por Ariane Mnouchkine, com quem desenvolveu uma relação amorosa. Destacou-se no cinema brasileiro por sua premiada atuação no filme Lavoura Arcaica (2001), também dirigido por Luiz Fernando Carvalho, no qual interpreta a mãe de André (Selton Mello), o filho pródigo que retorna à casa e abala definitivamente os alicerces da família de origem libanesa. Seu trabalho cinematográfico mais recente é Eduardo e Mônica (2022). Também atuou na televisão brasileira na minissérie Hoje é dia de Maria (2005), dirigida por Luiz Fernando Carvalho. É prima dos atores Mateus Solano, Gabriela Carneiro da Cunha e Beatriz Carneiro da Cunha.

## Filmografia

### Televisão
| Ano  | Título               | Papel                              | Emissora      |
| ---- | -------------------- | ---------------------------------- | ------------- |
| 1983 | Caso Especial        | Ingrid (Episódio: "Quinta Coluna") | TV Globo      |
| 1985 | Ti Ti Ti             | Dona Mercedes                      | TV Globo      |
| 1985 | De Quina Pra Lua     | Secretária                         | TV Globo      |
| 1986 | Selva de Pedra       | Walkíria Medeiros de Albuquerque   | TV Globo      |
| 1987 | Helena               | Isabel                             | Rede Manchete |
| 1988 | Carmen               | Virgínia                           | Rede Manchete |
| 1988 | Olho por Olho        | Gina Ferraz                        | Rede Manchete |
| 2005 | Hoje é Dia de Maria  | Nossa Senhora da Conceição         | TV Globo      |
| 2015 | Sete Vidas           | Lúcia                              | TV Globo      |
| 2016 | Liberdade, Liberdade | Alexandra Farto Maquet             | TV Globo      |
| 2018 | Assédio              | Olímpia Sadala                     | Globoplay     |
| 2019 | Santos Dumont        | Condessa d'Eu                      | HBO Brasil    |

### Cinema
| Ano  | Título                                | Personagem            |
| ---- | ------------------------------------- | --------------------- |
| 2024 | Malu                                  | Lili                  |
| 2023 | As Órfãs da Rainha                    | Dona Tareja           |
| 2022 | Eduardo e Mônica                      | Lara                  |
| 2020 | Desterro                              | Mãe de Israel         |
| 2019 | Happy Hour - Verdades e Consequências | Norma                 |
| 2019 | Maria do Caritó                       | Teodora               |
| 2017 | Vazante                               | Dona Zizinha          |
| 2015 | A Floresta Que Se Move                | Bordadeira Misteriosa |
| 2014 | Les naufragés du Fol Espoir           | [ 12 ]                |
| 2009 | O Teu Sorriso                         | Suzana                |
| 2006 | O Veneno da Madrugada                 | Viúva Assis           |
| 2001 | Lavoura Arcaica                       | Mãe                   |
| 1983 | Nasce uma Mulher                      | Amélia                |
| 1982 | O homem do Pau-Brasil                 | Bailarina             |

## Teatro
- 1975 - Les Romantiques allemands. Rideau de Bruxelles.
- 1977 - L’Oiseau vert, de Gozzi, direção de Pierre Laroche. Rideau de Bruxelles.
- 1980 - Presença de Vinicius, direção de Celso Nunes.
- 1980 - Fedra, de Jean Racine; direção de Jorge Takla.
- 1982 - As lagrimas amargas de Petra Von Kant, de R. Fassbinder; direção de Celso Nunes.
- 1984 - Mão na luva, de Oduvaldo Viana Filho, direção de Aderbal Filho.
- 1986 - A honra perdida de Katarina Blum, de Margarethe von Trotta, direção de L.C. Ripper.
- 1990 - Les Atrides, direção de Ariane Mnouchkine, Théâtre du Soleil.
- 1994 - La Ville Parjure, de Hélène Cixous, direção de Ariane Mnouchkine, 'Théâtre du Soleil.
- 1995 - Le Tartuffe, de Molière, direção de Ariane Mnouchkine, Théâtre du Soleil.
- 1997 - Et soudain des nuits d’éveil, direção de Ariane Mnouchkine, Théâtre du Soleil.
- 1999 - Tambours sur la digue, de Hélène Cixous, direção de Ariane Mnouchkine, Théâtre du Soleil.
- 2003 - A Morte de Um Caixeiro Viajante, de Arthur Miller, direção de Felipe Hirsch.
- 2006 - Les Ephémères, direção de Ariane Mnouchkine, Théâtre du Soleil.
- 2010 - Les Naufragés du Fol Espoir, direção de Ariane Mnouchkine. Théâtre du Soleil
- 2013 - Macbeth, direção de Ariane Mnouchkine. Théâtre du Soleil

## Dança
- 1989 - Et qu’est-ce que ça me fait à moi?, Compagnie Maguy Marin
- 1989 - May B, Compagnie Maguy Marin
- 1980 -	O eterno regresso, concepção e direção de Stéphane Dosse
- 1980 - Phèdre 80, direção de Emilie Chamie
- 1979 -	Cartas portuguesas, direção de Emilie Camie
- 1978 -	Isadora, ventos e ondas, direção de Maurice Vaneau
- 1976 -	Possession (solo), direção de Alain Louafi
- 1972 - Nijinski, o Palhaço de Deus

## Prêmios e Indicações
| Ano  | Premiação                           | Categoria                            | Obra                  | Resultado | Ref.   |
| ---- | ----------------------------------- | ------------------------------------ | --------------------- | --------- | ------ |
| 2024 | Festival do Rio                     | Melhor Atriz Coadjuvante             | Malu                  | Venceu    |        |
| 2022 | Los Angeles Brazilian Film Festival | Melhor Atriz Coadjuvante             | Eduardo e Mônica      | Venceu    | [ 13 ] |
| 2009 | Festival de Gramado                 | Melhor Atriz em Curta-metragem       | O Teu Sorriso         | Venceu    | [ 14 ] |
| 2007 | Prêmio Contigo! de Cinema Nacional  | Melhor Atriz Coadjuvante             | O Veneno da Madrugada | Indicado  | [ 15 ] |
| 2003 | Prêmio Guarani de Cinema Brasileiro | Melhor Atriz Coadjuvante             | Lavoura Arcaica       | Indicado  | [ 16 ] |
| 2002 | Prêmio APCA                         | Melhor Atriz Coadjuvante             | Lavoura Arcaica       | Venceu    | [ 17 ] |
| 2002 | Grande Prêmio do Cinema Brasileiro  | Melhor Atriz                         | Lavoura Arcaica       | Venceu    |        |
| 2001 | Festival de Brasília                | Candango de Melhor Atriz Coadjuvante | Lavoura Arcaica       | Venceu    | [ 18 ] |
| 1977 | Prêmio APCA                         | Revelação do Ano                     | Possessão             | Venceu    | [ 19 ] |